# Microdon flava
Microdon flava är en tvåvingeart som först beskrevs av Sack 1941.  Microdon flava ingår i släktet myrblomflugor, och familjen blomflugor.
Artens utbredningsområde är Peru. Inga underarter finns listade i Catalogue of Life.